# 梅德拉戈·阿尔巴尼宫

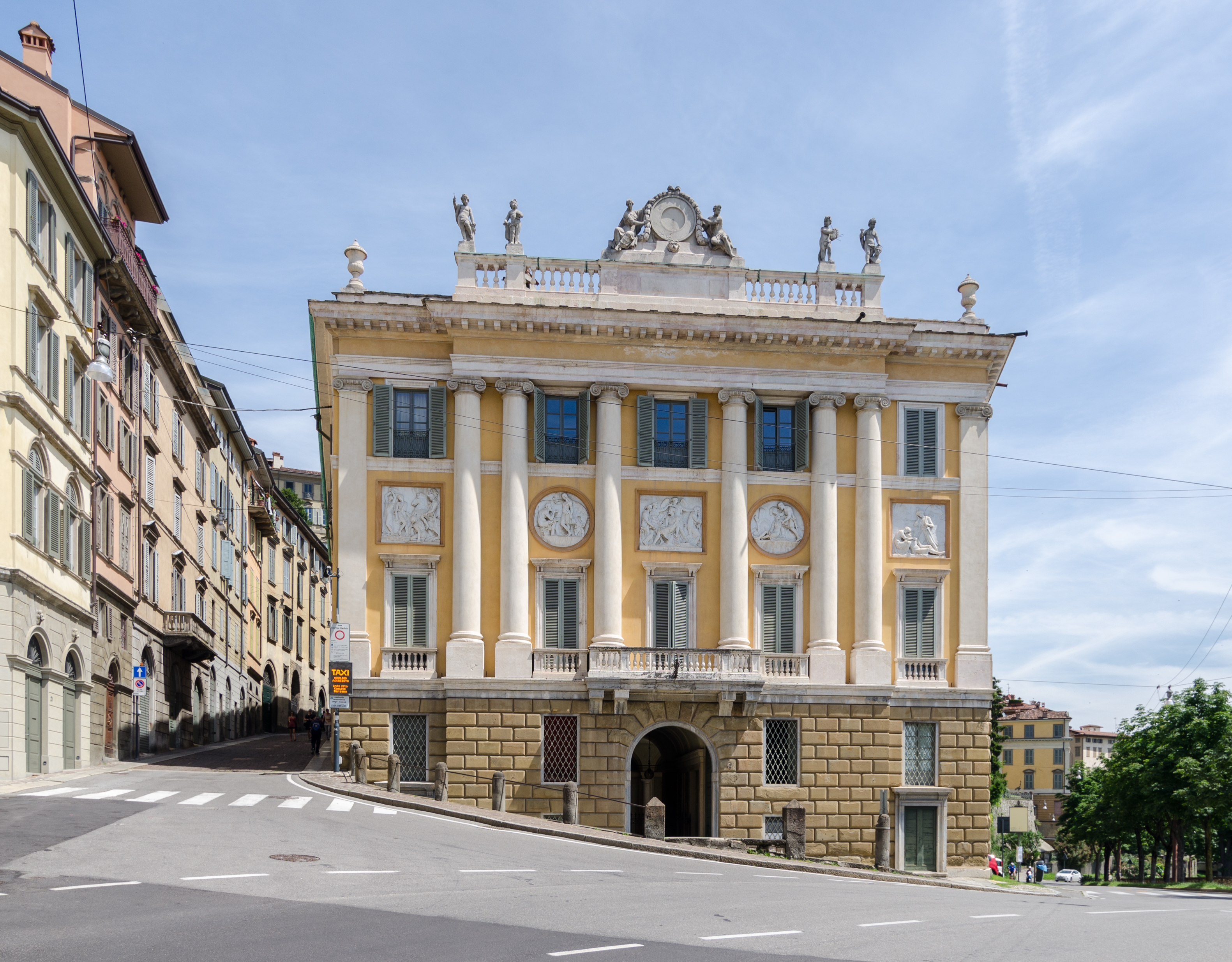

梅德拉戈·阿尔巴尼宫（Palazzo Medolago Albani）是一座新古典主义宫殿，位于意大利贝加莫上城的城墙大道（Viale delle Mura），靠近 圣雅各伯门（Porta San Giacomo）。

## 历史
宫殿体现家族对历史和艺术的兴趣，是新古典主义建筑的典范。它由建筑师西蒙内·坎通尼（Simone Cantoni）于1770年建造，1841年由现任业主的祖先贾科莫·梅多拉戈·阿尔巴尼伯爵购买。它经过改造、点缀，成为城中最优雅的宫殿之一。它见证了当时重要的历史和文化活动，如奥地利皇帝弗朗茨·约瑟夫一世及伊丽莎白皇后，以及意大利国王维托里奥·埃马努埃莱二世的访问。建筑入口处的纪念牌证明了这一切。

## 描述
这座建筑是18世纪晚期贵族建筑的一个很好的例子，它几乎完好无损地保存至今，并保留了其精确的历史文化意义。